# Maibritt Kviesgaard
Maibritt Kviesgaard, född 15 maj 1986  i Århus, är en dansk tidigare handbollsspelare (högersexa).

## Karriär

### Klubbar i karriären
Kviesgaard första elitklubb var Brabrandt IF 2003–2004. Maibritt Kviesgaard hörde sedan 2005–2006 till truppen i KIF Vejen som året innan hetat KIF Kolding. Ett år senare anslöt hon till GOG Svendborg TGI. Efter att GOG hamnat i finansiella svårigheter och föreningen framtid blev oviss, skrev Kviesgaard 2009 ett treårskontrakt med SK Aarhus. Sommaren 2011 bytte Kviesgaard till FC Midtjylland Håndbold. Med den klubben fick hon spela i Champions League  I december 2011 kom korsbandsskadan och spolierade säsongen. Det tog henne 15 månader innan hon gjorde comeback i FCM Håndbold. I maj 2013 tog hon sin första danska mästerskapstitel med FC Midtjylland. Efter mästartiteln bytte hon klubb till Team Esbjerg. Kviesgaard vann sin andra titel 2016 med Team Esbjerg. Efter säsongen 2017–2018 avslutade hon sin karriär.. Hon har sedan spelat en säsong på lägre nivå i Kolding HK.

### Landslaget
Kviesgaard spelade för de danska ungdomslandslagen 2002 till 2005. Hon fick debutera i det danska A-landslaget den 1 augusti 2006 mot Sverige. Kviesgaard har spelat 114 landskamper för Danmarks damlandslag och står för 225 mål i protokollen. Med Danmark deltog hon EM 2008 och  2010. I EM 2010 valdes hon in i All star Team. Hon tillhörde också truppen i VM 2009 och 2011. Maibritt Kviesgaard blev korsbandsskadad i en VM-match mot Argentina den 5 december 2011 och rehabiliteringen tog 15 månader till februari 2013. Första landskampen efter skadan den 2 juni 2013 mot Turkiet. Hon återkom till VM 2013. I detta VM vann hon en bronsmedalj med det danska damlandslaget. Men Jan Pytlik tog bort henne ur truppen innan semifinalen. Sista landskampen spelade Kviesgaard den 22 mars 2015 mot Polen. Sista mästerskapet blev EM 2014.

## Meriter i klubblag
- Dansk mästare två gånger: 2013 (med FC Midtjylland) och 2016 (med Team Esbjerg)
- Dansk cupmästare 2017 med Team Esbjerg